# Хауген, Марти
Марти Хауген (англ. Marty Haugen, род. 30 декабря 1950, Уанаминго, Миннесота, США) — американский композитор и пианист литургической музыки.

## Биография
Марти Хауген родился 30 декабря 1950 году в городе Уанаминго. Женат на Линде имеет двух дочерей: Кристина и Матфея. После движения, которое началось с St. Louis Jesuits в 1970-х и 1980-х Марти Хауген, вместе с Дэвидом Хаасом, стали одними из самых плодовитых композиторов современной католической литургической музыки.

## Альбомы
- We Come Dancing (1999) (with Donna Peña, Gary Daigle & Bobby Fischer
- How Can I Keep From Singing? (1997) (with David Haas, Jeanne Cotter & Bobby Fisher)
- Singing Assembly (with David Haas and Michael Joncas)
- Come and Journey (1996) (with David Haas & Michael Joncas)
- Instruments Of Peace (1996) (with David Haas and Michael Joncas)
- In The Days To Come-Songs Of Peace (2007)
- That You May Have Life (2005)
- The Feast Of Life (2000)[7]